# Козьянский сельсовет
Козьянский сельсовет — упразднённая административная единица на территории Шумилинского района Витебской области Белоруссии.

## Состав
Козьянский сельсовет включал 16 населённых пунктов:
- Глушица — деревня.
- Горелая Гряда — деревня.
- Гульбище — деревня.
- Заложное — деревня.
- Заполье — деревня.
- Заполянка — деревня.
- Козьяны — деревня.
- Колышки — деревня.
- Красомай — деревня.
- Пономари — деревня.
- Ровное — деревня.
- Скатица — деревня.
- Ставица — деревня.
- Суровни — деревня.
- Хрипки — деревня.
- Шавеки — деревня.